# Lophostoma carrikeri
Lophostome à ventre blanc
Espèce
Répartition géographique
Statut de conservation UICN

 LC  : Préoccupation mineure
Lophostoma carrikeri, le Lophostome à ventre blanc, est une espèce sud-américaine de chauves-souris de la famille des Phyllostomidae.

## Description
Lophostoma carrikeri a une longueur totale comprise entre 66 et 99 mm, une longueur de l'avant-bras entre 43 et 50 mm, une longueur de la queue entre 9 et 15 mm, une longueur du pied entre 14,5 et 15 mm, une longueur du des oreilles entre 24 et 25,9 mm et un poids allant jusqu'à 20 g.
La longueur du crâne varie de 23,0 à 26,6 mm. Le crâne est resserré postorbitalement et légèrement concave dans la région orbitaire ; les crêtes sagittales peuvent varier de bien développées chez les mâles adultes à modérément développées ou absentes chez les femelles et les jeunes mâles.
La fourrure est longue et douce. Les parties dorsales sont noir brunâtre avec la base des poils jaune brunâtre, tandis que la poitrine et l'abdomen sont blancs. Le tiers proximal de la surface dorsale de l'avant-bras est peu poilu, les membranes ventrale, de l'avant-bras et adjacente sont recouvertes de poils courts grisâtres.
Le museau est glabre, la feuille nasale est lancéolée et brun noirâtre, avec la partie antérieure complètement fusionnée à la lèvre supérieure. Sur le menton se trouve un sillon médian entouré de rangées de petites verrues. Les oreilles sont grandes, arrondies, reliées à l'avant à la base par une membrane, avec des bords blancs et des taches claires à la base arrière. Le tragus est réduit, avec une saillie approximativement à mi-hauteur du bord antérieur et une à la base du bord postérieur. Les membranes des ailes sont courtes, larges et noirâtres. La queue est courte et entièrement incluse dans la grande membrane interfémorale. Le calcar est plus long que le pied.
Le caryotype est 2n=26 FNa=46.

## Répartition
Lophostoma carrikeri est présente dans le centre et le sud de la Colombie, au Venezuela, au Guyana, au Suriname, en Guyane, le nord-est du Pérou, l'est de l'Équateur, le nord de la Bolivie et dans les États du nord du Brésil du Pará et du Piauí.
Elle vit dans les forêts tropicales, les savanes boisées et les vergers jusqu'à 400 mètres d'altitude.

## Comportement

### Habitation
Lophostoma carrikeri se réfugie le jour dans les termitières abandonnées dans les arbres par groupe de cinq à douze individus.

### Alimentation
Elle se nourrit d'insectes et probablement aussi de fruits.

### Reproduction
Des femelles gravides furent capturées au Suriname en novembre, tandis que des femelles en lactation furent observées en mai et octobre, suggérant deux périodes de reproduction annuelles.

## Classification
Le nom valide complet (avec auteur) de ce taxon est Lophostoma carrikeri (J.A. Allen, 1910).
L'espèce a été initialement classée dans le genre Chrotopterus sous le protonyme Chrotopterus carrikeri J.A.Allen, 1910,.
Lophostoma carrikeri a pour synonyme :
- Chrotopterus carrikeri  J.A. Allen, 1910[3]
- Lophostoma yasuni Fonseca & Pinto, 2004[5]
- Tonatia carrikeri  (J.A. Allen, 1910)[7]

Ce taxon porte en français le nom vernaculaire ou normalisé suivant : Lophostome à ventre blanc.

### Étymologie
Son épithète spécifique, carrikeri, lui a été donnée en l'honneur de Melbourne Armstrong Carriker qui a collecté l'holotype le 6 décembre 1909 dans les environs du rio Mocho au Venezuela. 

### Publication originale
- (en) J. A. Allen, « Mammals from the Caura District of Venezuela ; with description of a new species of Chrotopterus », Bulletin of the American Museum of Natural History, New York, vol. 28, no 12,‎ 1910, p. 145-149 (ISSN 0003-0090, e-ISSN 1937-3546, lire en ligne, consulté le 15 septembre 2024).